# Lundin Gold
Lundin Gold Inc.  är ett kanadensiskt börsnoterat gruvföretag. Företaget grundades 1986 som Fortress Resources Corp. i British Columbia i Kanada och är noterat sedan 2004 på Toronto Stock Exchange och sedan 2014 också på Stockholmsbörsens huvudlista (medelstora företag). 
Företaget äger och driver guldgruvan Fruta del Norte i sydöstra Ecuador, omkring 140 kilometer ostnordost om staden Loja. Lundin Gold har 29 mineralkoncessioner och tre andra koncessioner i regionen på omkring 64.609 hektar. Fruta del Norte omfattar sju koncessioner på omkring 5.566 hektar. 
Fruta del Norte-gruvan påbörjade kommersiell drift I februari 2020. Det producerade guldet säljs dels efter smältning som guldkoncentrat, dels efteranrikning som doréguld. 